# ماكس فيسك
ماكس فيسك (بالإنجليزية: Max Fiske)‏ هو لاعب كرة قدم أمريكية أمريكي، ولد في 27 سبتمبر 1913 في شيكاغو في الولايات المتحدة، وتوفي بنفس المكان في 15 مارس 1973.